# Pozo Hondo (Uruguay)

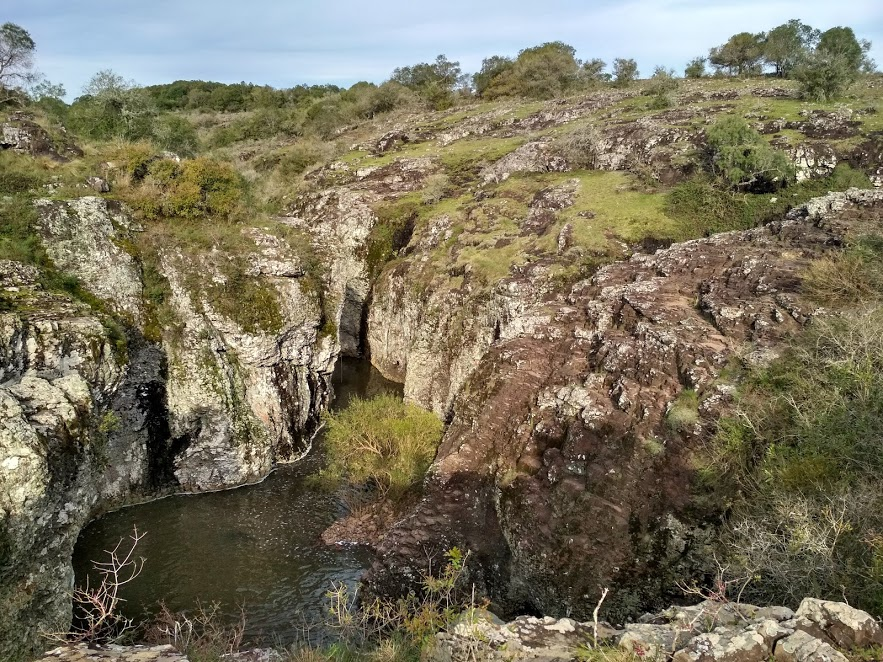
Pozo Hondo

Pozo Hondo es una cascada  que se encuentra entre Valle Edén y Tambores en Tacuarembó, Uruguay.

## Características
Es un salto de agua que cae desde 15 metros de altura producto de las precipitaciones y de vertientes que forman una laguna cuya profundidad se desconoce.

## Enlaces externos

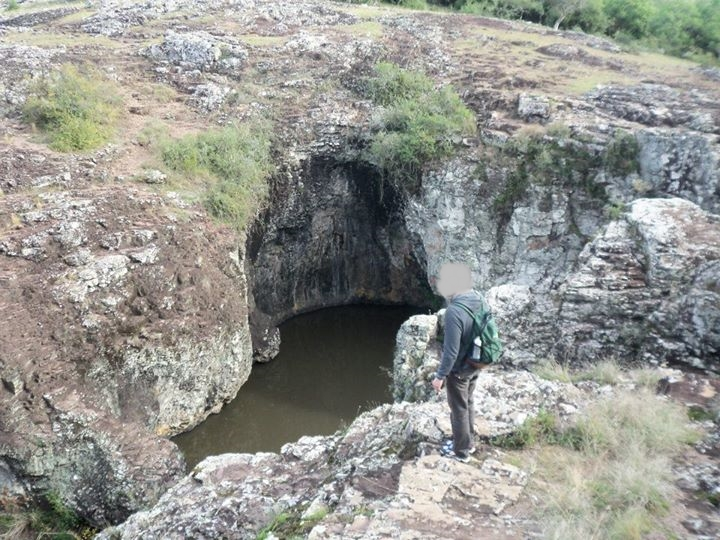
Panorámica del Pozo hondo en Valle Edén
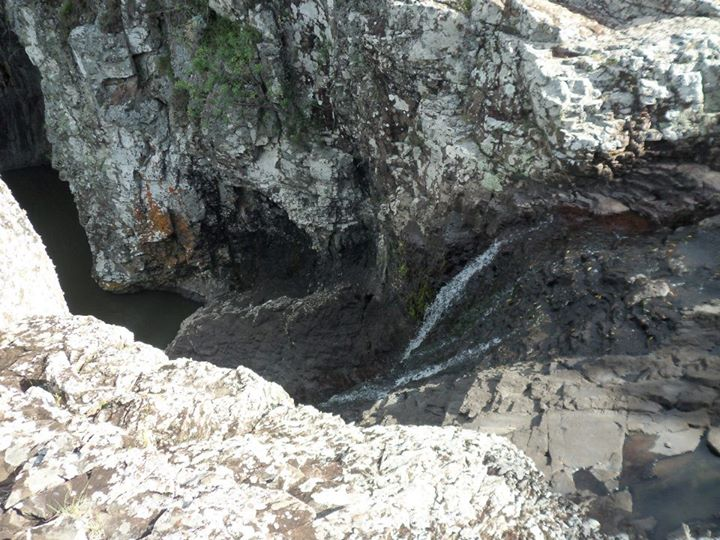
Vista del Pozo hondo en Valle Edén desde otro ángulo